# Smętarz dla zwierzaków (powieść)
Smętarz dla zwierzaków (ang. Pet Sematary) – powieść grozy autorstwa Stephena Kinga z 1983 roku.
W polskim przekładzie powieść wydawana była pod tytułem Cmętarz zwieżąt i Smętarz dla zwierzaków. Filmowa ekranizacja z 1989 nosi tytuł Smętarz dla zwierzaków.

## Treść
Louis Creed, doktor z Chicago, przeprowadza się ze swoją żoną Rachel, dwójką dzieci – Ellie i Gage’m, oraz kotem Ellie, Winstonem Churchillem (Churchem) do domu stojącego w pobliżu małego miasteczka Ludlow w stanie Maine. Ich sąsiad, starszy mężczyzna imieniem Jud Crandall, ostrzega Louisa i Rachel przed autostradą biegnącą obok ich domu; jest używana przez szybko jeżdżące ciężarówki z pobliskiego zakładu chemicznego.
Jud i Louis stają się bliskimi przyjaciółmi. Ponieważ ojciec Louisa zmarł, kiedy ten miał 3 lata, jego znajomość z Judem szybko nabiera wymiaru relacji ojca i syna. Parę tygodni po przybyciu Creedów, Jud zabiera ich na spacer po lesie za domem. Zadbaną ścieżką prowadzi do cmentarza zwierząt (przez dzieci nazywanym smętarzem lub Cmętarzem Zwieżąt), gdzie dzieciaki z miasta zakopują swoje zmarłe zwierzaki; głównie psy i koty przejechane przez ciężarówki na drodze. Następnego dnia wybucha kłótnia między Louisem i Rachel. Rachel nie chce pozwolić dzieciom na kontakt ze śmiercią i martwi się, jak to, co Ellie zobaczyła na cmentarzu, może na nią wpłynąć. Siostra Rachel, Zelda, zmarła młodo na zapalenie opon mózgowych, co odcisnęło na Rachel trwałe piętno.
Louis spotyka się z traumatyczną sytuacją jako doktor na kampusie Uniwersytetu Maine; Victor Pascow, student który został śmiertelnie potrącony przez samochód, adresuje swoje ostatnie słowa osobiście do Louisa – chociaż nigdy wcześniej się nie spotkali. Następnej nocy po śmierci Pascowa, Louisa odwiedza chodzący trup studenta i prowadzi go na cmentarz. Pokazuje mu wiatrołom, chwiejną i luźną blokadę z przewróconych drzew i gałęzi. Pascow ostrzega Louisa, aby nie szedł dalej, bez względu na to, jak bardzo by tego potrzebował. Louis budzi się w swoim łóżku następnego ranka, przekonany, że to tylko sen, ale odnajduje błoto i igły z drzew w swojej pościeli. Louis nie wierzy w prawdziwość wydarzenia i uznaje je za objaw stresu wywołanego śmiercią Pascowa oraz obawami jego żony związanymi ze śmiercią. Uznaje, że to tylko niegroźne lunatykowanie.
Louis ponownie spotyka się ze śmiercią w Halloween, kiedy żona Juda, Norma, doznaje niemal śmiertelnego ataku serca. Dzięki natychmiastowej reakcji Louisa Norma wraca do zdrowia. Jud jest wdzięczny Louisowi za pomoc i decyduje się odpłacić mu, kiedy Church zostaje przejechany przez ciężarówkę w Dzień Dziękczynienia. Rachel i dzieci odwiedzają jej rodziców w Chicago. Jud zabiera Louisa na cmentarz zwierząt z zamiarem pogrzebania Churcha. Prowadzi go za wiatrołom na „prawdziwy cmentarz”: starożytne kurhany kiedyś używane przez Mikmaków, plemię rdzennych Amerykanów. Idąc za instrukcjami Juda, Louis grzebie kota w ziemi i wznosi kopiec z kamieni.
Następnego popołudnia kot wraca do domu. Jednakże zachowuje się, według Louisa, jak „trochę martwy”. Church częściej poluje na myszy i ptaki i teraz rozszarpuje je, zamiast zjadać. Nieprzyjemnie pachnie. Louis jest zaniepokojony i zaczyna żałować swojej decyzji. Jud opowiada Louisowi o swoim psie, Spocie. Louis pyta go, czy kiedykolwiek zakopano człowieka na cmentarzysku Mikmaków, na co Jud gwałtownie odpowiada, że nie.
Paręnaście miesięcy potem, Gage, który dopiero co nauczył się chodzić, umiera potrącony przez ciężarówkę. Na stypie Irwin, ojciec Rachel, który zawsze był przeciwny małżeństwu córki, otwarcie obwinia Louisa o śmierć chłopca. Wdają się w bójkę, czego świadkiem jest Rachel.
Przepełniony rozpaczą Louis zaczyna rozważać przywrócenie swojego syna do życia dzięki mocom starożytnych kurhanów. Jud, domyślając się, co planuje Louis, próbuje odwieść go od tego planu, opowiadając mu historię Timmy’ego Batermana, młodego mężczyzny z Ludlow, zabitego podczas szarży na gniazdo karabinu maszynowego na drodze do Rzymu podczas II wojny. Jego ojciec, Bill, złożył ciało Timmy’ego na kurhanach, gdzie powrócił on do życia. Potem widywano go, terroryzującego ludzi w miasteczku. Jud i jego trzej przyjaciele poszli do domu Batermanów, by skonfrontować się ze zmartwychwstałym Timmym; wtedy Timmy opowiedział im o zdarzeniach z ich życia, o których nie miał prawa wiedzieć. Wydawało się, że jest on w istocie jakimś demonem, który posiadł ciało Timmy’ego. Jud i jego przyjaciele przerażeni uciekli, a Bill zastrzelił swojego syna i podpalił ich dom, tracąc przy tym życie.
Jud uznaje, że śmierć Gage’a jest spowodowana tym, że pokazał Louisowi kurhany. Istniały wskazówki mówiące że kurhany były czasem używane dla ofiar kanibalizmu i że teren za cmentarzem dla zwierząt jest teraz nawiedzany przez Wendigo, przerażającą kreaturę z mitologii Indian, której sama obecność daje ludziom wrażenie zjadania mięsa z istoty ich własnego gatunku. Według Juda „grunt skwaśniał” i teraz skaża dusze zakopanych tam zwierząt i ludzi.
Pomimo ostrzeżeń Juda i swoich własnych oporów, żal i poczucie winy nakazują Louisowi wykonać plan. Aranżuje wyjazd Ellie i Rachel do Chicago, nie mówiąc im o swoich zamysłach, po czym ekshumuje ciało syna i zanosi je na teren kurhanów. Podczas podróży Wendigo niemal udaje się odstraszyć Louisa; lecz jego determinacja, połączona z mocą panującą na terenie kurhanu, pozwala mu iść dalej.
Ellie, podczas lotu do Chicago, ma koszmar na temat Victora Pascowa. Ponieważ niemal wpada w histerię, Rachel decyduje się powrócić do domu. Chce polecieć z powrotem do Maine, ale mija się ze swoim lotem w Bostonie i ostatecznie pokonuje całą drogę do domu samochodem, późną nocą.
Louis zakopuje Gage’a na kurhanach. Syn powraca jako demoniczny cień siebie samego, mogący mówić jak dorosły. Włamuje się do domu Juda i prowokuje go, mówiąc  o domniemanej zdradzie jego żony. Potem morduje Juda jednym ze skalpeli Louisa. Kiedy Rachel pojawia się w domu Juda, Gage też ją zabija. Zostaje zasugerowane, że te zdarzenia wpychają Louisa w ostatnie stadium szaleństwa; zabija on Churcha i Gage’a bez żadnych oporów, poprzez wstrzyknięcie im śmiertelnej dawki morfiny.
Louis, teraz już kompletnie szalony i przedwcześnie osiwiały, podpala dom Juda i zanosi ciało Rachel na teren kurhanów, mówiąc, że czekał za długo z Gage’em, lecz jest pewien, że Rachel powróci taka, jak była za życia. Po przesłuchaniu przez policję w sprawie pożaru Louis czeka na zapadnięcie nocy i powrót Rachel. Jego zmartwychwstała żona wraca do domu, gdy Louis układa pasjansa. Powieść kończy się, gdy Rachel mówi „Kochanie”, a jej głos brzmi, jakby miała usta pełne ziemi.

## Adaptacja i nawiązania
- Smętarz dla zwierzaków – amerykański film z 1989 roku
  - Smętarz dla zwierzaków II – amerykański film z 1992 roku (sequel, niebędący ekranizacją powieści)
- Smętarz dla zwierzaków – amerykański film z 2019 roku